# وست ویو (فلوریدا)
وست ویو (به انگلیسی: Westview) یک منطقهٔ مسکونی در ایالات متحده آمریکا است که در شهرستان میامی-دید، فلوریدا واقع شده‌است. وست ویو ۸٫۴ کیلومتر مربع مساحت و ۹٬۶۵۰ نفر جمعیت دارد و ۱ متر بالاتر از سطح دریا واقع شده‌است.